# Rozejm bożonarodzeniowy

Spotkanie brytyjskich i niemieckich żołnierzy na ziemi niczyjej w czasie rozejmu bożonarodzeniowego

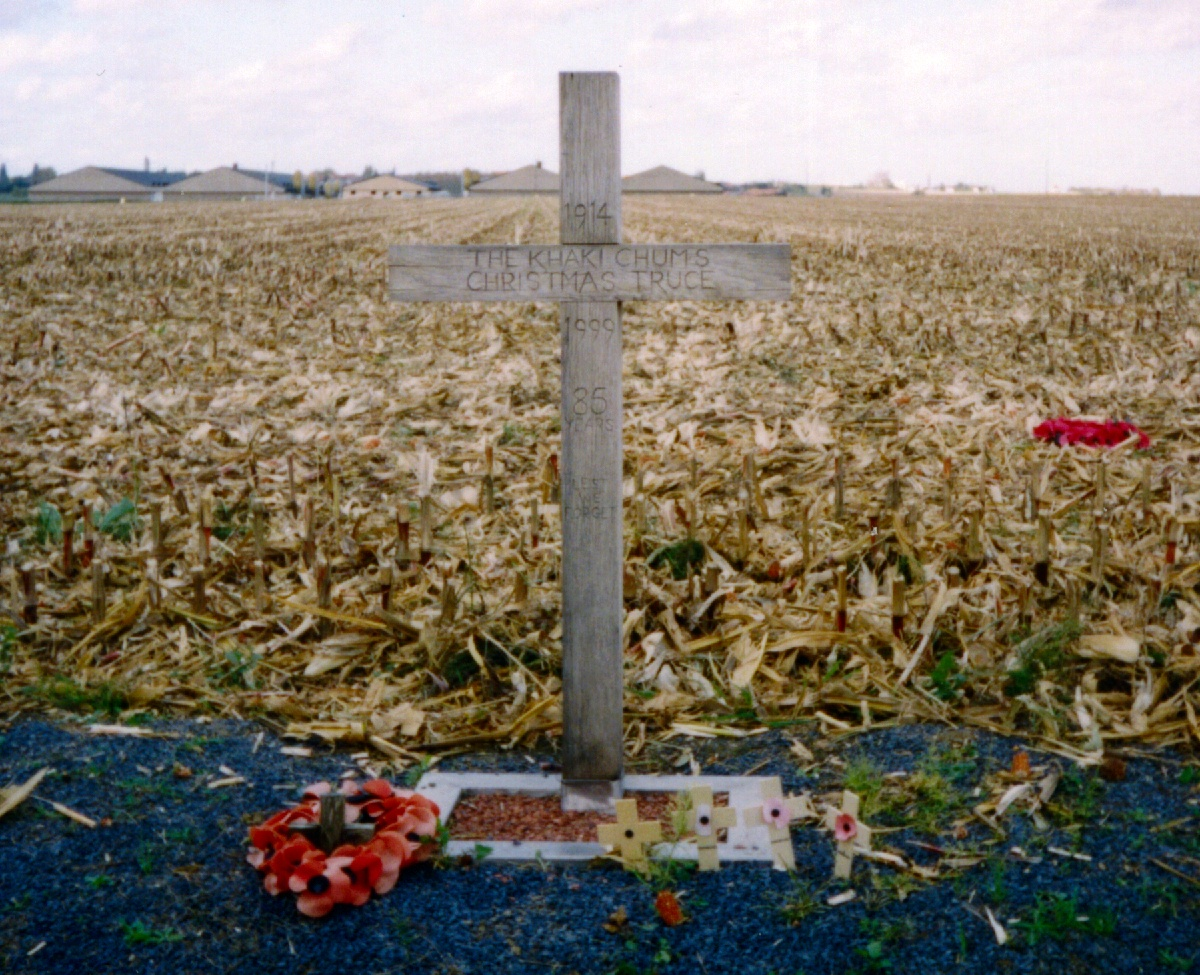
Krzyż postawiony niedaleko Ypres w Belgii w 1999, dla upamiętnienia miejsca rozejmu bożonarodzeniowego z 1914. Napis brzmi: 1914
The Khaki Chum's Christmas Truce
1999
85 Years
Lest We Forget.

Rozejm bożonarodzeniowy (ang. Christmas truce, niem. Weihnachtsfrieden) – wydarzenia, do jakich doszło na froncie zachodnim w czasie I wojny światowej w dniach Bożego Narodzenia 1914 w okolicach miasta Ieper (fr. Ypres), między bratającymi się oddziałami alianckimi i niemieckimi.
Do pierwszych prób bratania się oddziałów doszło w noc wigilijną między oddziałami niemieckimi oraz walijskich fizylierów z inicjatywy tych pierwszych. Początkowo brali w tym udział jedynie szeregowi żołnierze i podoficerowie. Najpierw żołnierze niemieccy dekorowali swoje okopy lampkami i ozdobami bożonarodzeniowymi. Potem rozpoczęło się wspólne śpiewanie kolęd i wykrzykiwanie życzeń. Obie strony zgodziły się na zebranie i pogrzebanie zabitych leżących na ziemi niczyjej. Szkocka jednostka 6th Gordon Highlanders pogrzebała zwłoki zebranych towarzyszy we wspólnym grobie z Niemcami. Po czym przy akompaniamencie dudziarza odśpiewano razem psalm 23.
Do pierwszego kontaktu oficerów doszło między kapitanem Stockwellem ze strony fizylierów walijskich oraz jednym z dowódców niemieckich. Uzgodniono wówczas rozejm do godziny 8:30 drugiego dnia świąt. Oficerowie wymienili się symbolicznymi podarkami. Niemcy sprezentowali Brytyjczykom beczkę piwa. Kapitan Stockwell odwdzięczył się śliwkowym puddingiem. Ustalono, że żołnierze obu stron mieli pozostać w okopach. To ustalenie pozostało jednak martwe. Do godziny 12 blisko połowa brytyjskiego frontu spontanicznie zawarła rozejm z niemieckimi oddziałami na swoich odcinkach. 
Na ziemi niczyjej bratały się pododdziały z obu stron, wymieniając drobiazgami, zawartością paczek świątecznych i używkami. Rozegrać miano także na ziemi niczyjej mecz futbolowy, który zakończony został wynikiem 3:2 dla Niemiec, gdy futbolówka przebiła się na wystającym drucie kolczastym. 
Ze strony brytyjskiej w rozejmie brały udział m.in. Londyńska Brygada Strzelców, 5 dywizja sformowana w Manchesterze i Devon oraz pułk westminsterski. Po stronie niemieckiej pułki saksońskie. Oprócz oddziałów z Wysp Brytyjskich wzięły w nim udział także niektóre francuskie, hinduskie i belgijskie.
Wieści o rozejmie dotarły do dowództwa brytyjskiego ze sporym opóźnieniem także ze względu na odległość, sztab mieścił się 27 mil od frontu. Drugiego dnia świąt wyżsi oficerowie z obu stron próbowali doprowadzić do zakończenia rozejmu. Mimo że rozejm oficjalnie skończył się o 8:30, przez cały dzień nie podjęto walki. Żołnierze obu armii nie śpieszyli się. Po stronie niemieckiej doszło nawet do krótkotrwałego buntu w 107. pułku saksońskim. 
W niektórych miejscach rozejm trwał dłużej, przeciągając się do 31 grudnia i Nowego Roku. Szkoci utrzymali rozejm aż do 3 stycznia. Ostatecznie rozejm zakończyli snajperzy z obu stron, strzelając do tych żołnierzy, którzy wciąż próbowali przechodzić na drugą stronę okopów. Wkrótce po niemieckiej stronie front obsadziły inne, świeże oddziały z Prus. 
Rok później w tym samym miejscu koło Neuve-Chapelle doszło do o wiele mniejszych prób bratania się. Zaważyły na tym wydarzenia z przeciągu minionego roku, tj. nieudany, krwawy atak brytyjski na Ypres oraz użycie przez Niemców gazów bojowych. Dowódcy z obu stron starali się także nie dopuszczać do prób bratania, zarządzając na dni świąteczne ostrzał artyleryjski. Unikano także trzymania oddziałów dłużej w jednym miejscu, aby nie doszło do bliższego „zapoznania się” z żołnierzami z drugiej strony frontu.